# 삼성 갤럭시 S6
삼성 갤럭시 S6(Samsung Galaxy S6)는 삼성전자에서 제조, 판매하는 안드로이드 기반 스마트폰 제품군이다. 삼성 갤럭시 S5의 후속작인 S6는 단일 모델로 출시되지 않고, 대신 두 가지 변형 모델이 함께 공개되고 판매되었다. 이 중 갤럭시 S6 엣지는 주로 기기 측면을 따라 휘어진 디스플레이를 특징으로 한다. 이 제품은 증가된 충전 속도를 가지지만 용량은 줄어든 내장 배터리, 광학식 손떨림 방지 카메라, 슬로 모션 동영상 녹화 시 사운드, 유리 후면을 통해 이전 모델과 차별화된다. 또한, 사용자가 교체할 수 없는 배터리, 메모리 카드 슬롯, 방수 기능, 외부 모니터나 TV로 시청하기 위한 MHL-HDMI 연결 기능이 없다.
S6와 S6 엣지는 2015년 3월 1일 MWC 바르셀로나에서 열린 삼성 언팩 언론 행사에서 공개되었으며, 2015년 4월 10일 출시되어 갤럭시 S 시리즈에서 실용주의를 넘어 패션 지향적인 방향을 제시했다. 2015년 8월 13일 이어진 삼성 언팩 행사(삼성 갤럭시 노트5와 함께)에서 삼성은 세 번째 모델인 갤럭시 S6 엣지+를 공개했다. 이 모델은 더 커진 패블릿 크기의 디스플레이(5.1인치 대신 5.7인치)와 더 많은 메모리(3GB 대신 4GB)를 특징으로 하지만, 적외선 송신기가 없다.
갤럭시 S6의 전반적인 디자인은 이전 모델들의 특징을 유지하고 있지만, 금속 유니바디 프레임과 유리 후면으로 제작되어 재설계되었다. 삼성은 또한 개선된 카메라, 간소화된 사용자 인터페이스, 주요 무선 충전 표준 지원, 그리고 신용카드의 마그네틱 스트립을 에뮬레이션할 수 있는 모바일 결제 플랫폼 지원을 강조했다.
갤럭시 S6는 비평가들로부터 대체로 긍정적인 평가를 받았다. 비평가들은 이전 모델보다 향상된 빌드 품질과 디스플레이, 성능, 카메라 등의 개선 사항을 칭찬했다. 그러나 마이크로SD 카드나 배터리 교체, 방수 기능이 없다는 삼성의 결정은 파워 유저들을 소외시킬 수 있다는 비판을 받았고, S6 엣지는 곡선 디스플레이를 충분히 활용하지 못해 일반 모델에 비해 가격이 상승한 것을 정당화하지 못한다는 비판을 받았다. 이 모델은 2016년 3월에 삼성 갤럭시 S7으로 대체되었다.

## 개발

### 루머
갤럭시 S5의 후속작에 대한 루머는 2015년 1월부터 돌기 시작했다. 삼성은 발열 문제 때문에 S6에 스냅드래곤 810 대신 자체 개발한 엑시노스 시스템 온 칩을 사용할 것이라고 보도되었다. 그 달 말, 퀄컴은 실적 발표에서 자사 제품이 "[대형 고객사의 주력 기기]"에 포함되지 않을 것이라고 확인했다. 경쟁사인 LG전자는 810에 대한 주장을 반박했다. 소비자 가전 박람회에서 810이 탑재된 LG G 플렉스 2 시연 기기에서 발열 징후가 나타났지만, 회사는 이것이 출시 전 모델임을 강조했다.
2015년 2월 초, 블룸버그 뉴스는 S6가 금속 본체를 가질 것이며, 일반 버전과 갤럭시 노트 엣지와 유사하게 기기의 좌우 측면을 따라 휘어진 화면을 가진 버전으로 생산될 것이라고 보도했다. S6의 디자인은 2015년 2월 22일 T-모바일 US가 공개한 홍보 웹페이지에서 공식적으로 티저 이미지로 공개되었는데, 여기에는 곡선형 본체가 보였고 "식스 어필(Six Appeal)"이라는 슬로건이 실려 있었다.

#### 기조연설
삼성은 2015년 3월 1일 모바일 월드 콩그레스에서 열린 첫 삼성 언팩 2015 행사에서 갤럭시 S6와 S6 엣지를 공식적으로 공개했으며, 2015년 4월 10일에 20개국에서 출시했다. 일본에서는 S6와 S6 엣지가 갤럭시 브랜드로만 판매되었고, 삼성에 대한 대부분의 언급은 제거되었다. 이는 한일 관계로 인해 삼성 휴대폰 판매에 영향을 미쳤기 때문이며, 삼성 대변인은 갤럭시 브랜드가 일본에서 "잘 자리 잡았다"고 밝혔다.

### 디자인 변경
갤럭시 S6 모델은 이전 모델들에서 받은 비판과 피드백을 해결하고 대다수의 사용자를 타겟팅하기 위해 설계되었다. 공개 당시 삼성은 디자인, 카메라, 무선 충전에 특별히 중점을 두었다고 밝혔다. 이러한 목표의 일환으로, 갤럭시 S5에서 볼 수 있었던 방수 USB 3.0 포트, 마이크로SD 확장 가능한 내부 저장 공간 및 MHL과 같은 여러 기능과 용량이 제거되었다.
또한 갤럭시 S6의 배터리는 더 이상 사용자가 교체할 수 없다. 삼성은 교체 불가능한 배터리 추세에 대한 주요 반대 입장이었지만, S6의 빠른 AC 충전과 두 가지 주요 무선 충전 표준 지원으로 인해 더 이상 사용자가 리튬 이온 배터리를 제거하고 교체할 수 있는 기능을 제공할 필요가 없다고 주장했다.
배터리 교체를 사용자에게 허용하지 않기로 한 결정은 삼성 제품 전략 담당 부사장 저스틴 데니슨이 언팩 2015 에피소드 1 기조연설 무대에서 언급했듯이, 사용자가 "휴대폰 충전에 자신감을 가질 수 있을 때까지" 삼성 갤럭시 S 시리즈 전체에 걸쳐 연기되었다고 주장된다. 반면, 전년도에는 아이폰의 교체 불가능한 배터리에 대한 이전 갤럭시 S5의 조롱 광고가 방영되어, 아이폰 사용자들을 "벽에 붙어 사는 사람들(wall huggers)"이라고 칭하며 벽 충전에 끊임없이 의존한다고 언급했다.
기기의 소프트웨어 또한 간소화되었다. 삼성 관계자는 터치위즈 기능의 40%가 S5와 비교하여 제거되거나 간소화되었다고 밝혔다.

### 갤럭시 S6 액티브

S6 액티브 로고

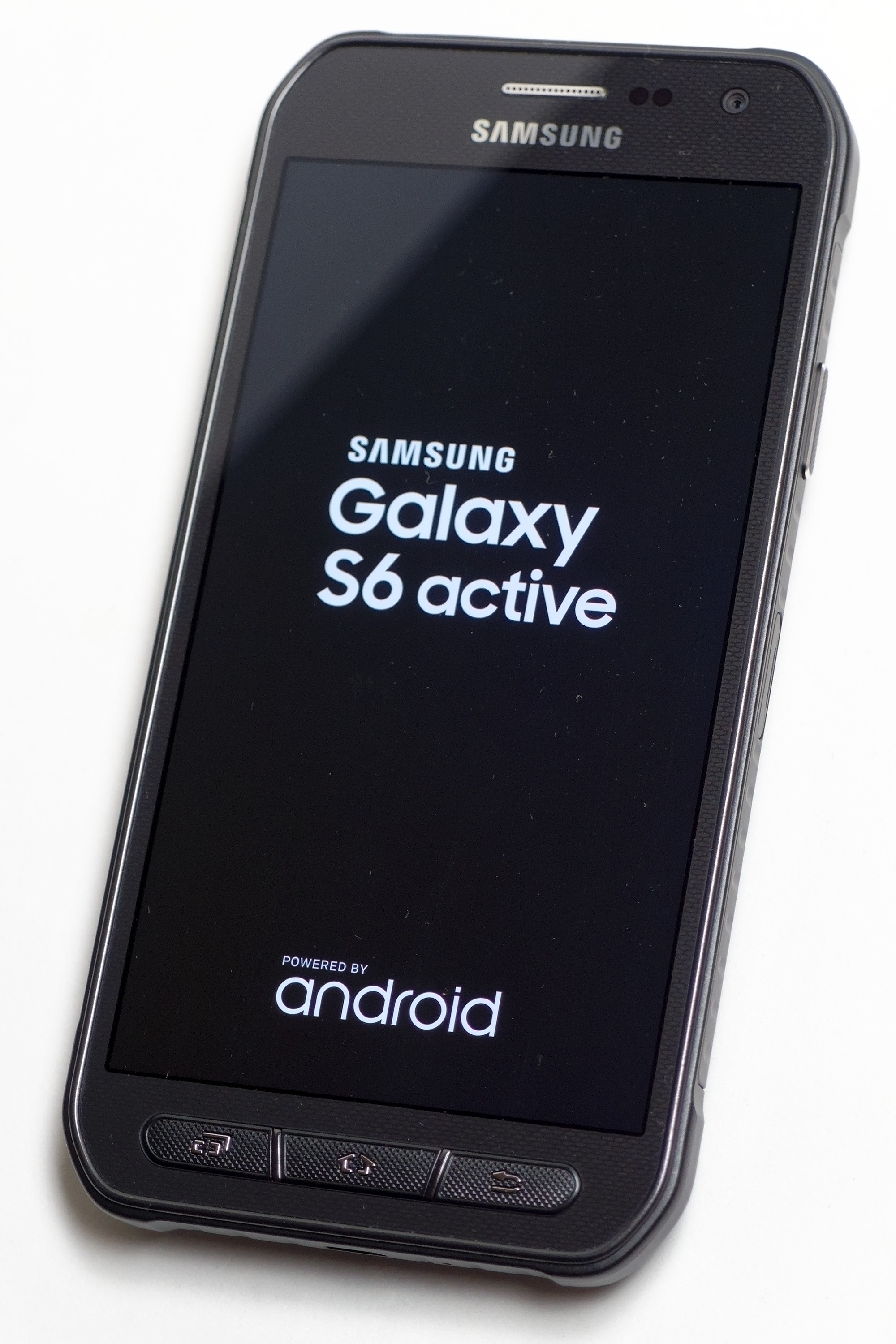
S6 액티브 그레이 부팅 화면

삼성 갤럭시 S6 액티브(SΛMSUNG Galaxy S6 active로 스타일화됨)는 갤럭시 S6의 변형 모델이다. S6 액티브는 유사한 사양을 포함하지만, IP68 사양에 따라 방수, 충격 방지, 방진 기능을 갖추고 있으며, 터치 센서 대신 더욱 견고한 디자인과 물리적 내비게이션 버튼을 특징으로 한다. 2015년 6월 12일에 출시되었다. 미국에서는 AT&T 네트워크에서만 사용할 수 있었다.
S6 액티브는 2015년 6월 12일 AT&T에 의해 미국에서 회색, 카모-블루, 카모-화이트 색상으로 처음 출시되었다. 모델 번호는 SM-G890A이다.

## 사양

### 하드웨어 및 디자인

#### 디자인

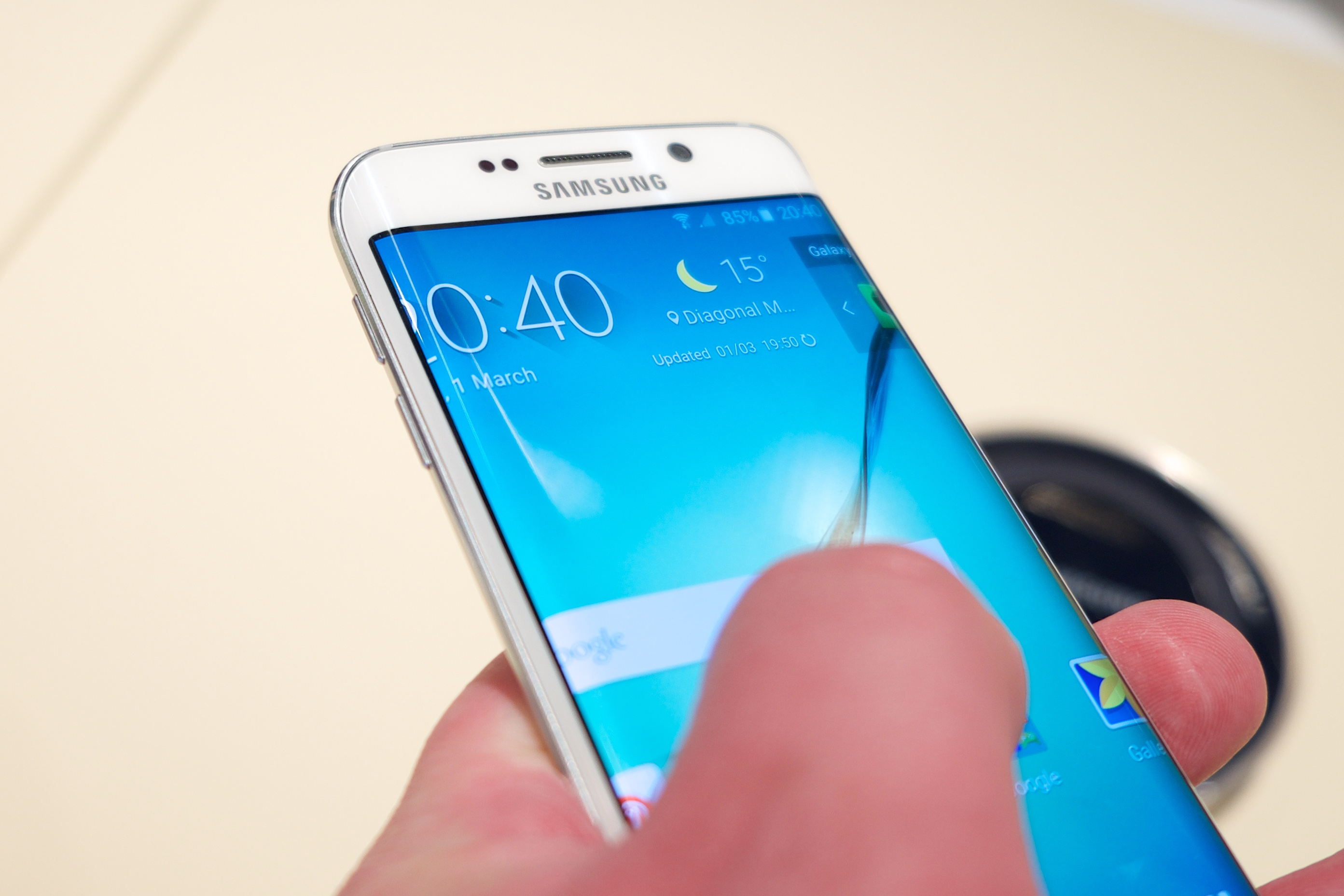
갤럭시 S6 엣지는 갤럭시 노트 엣지와 개념이 비슷하지만, 화면의 곡률이 상대적으로 완화되었다.

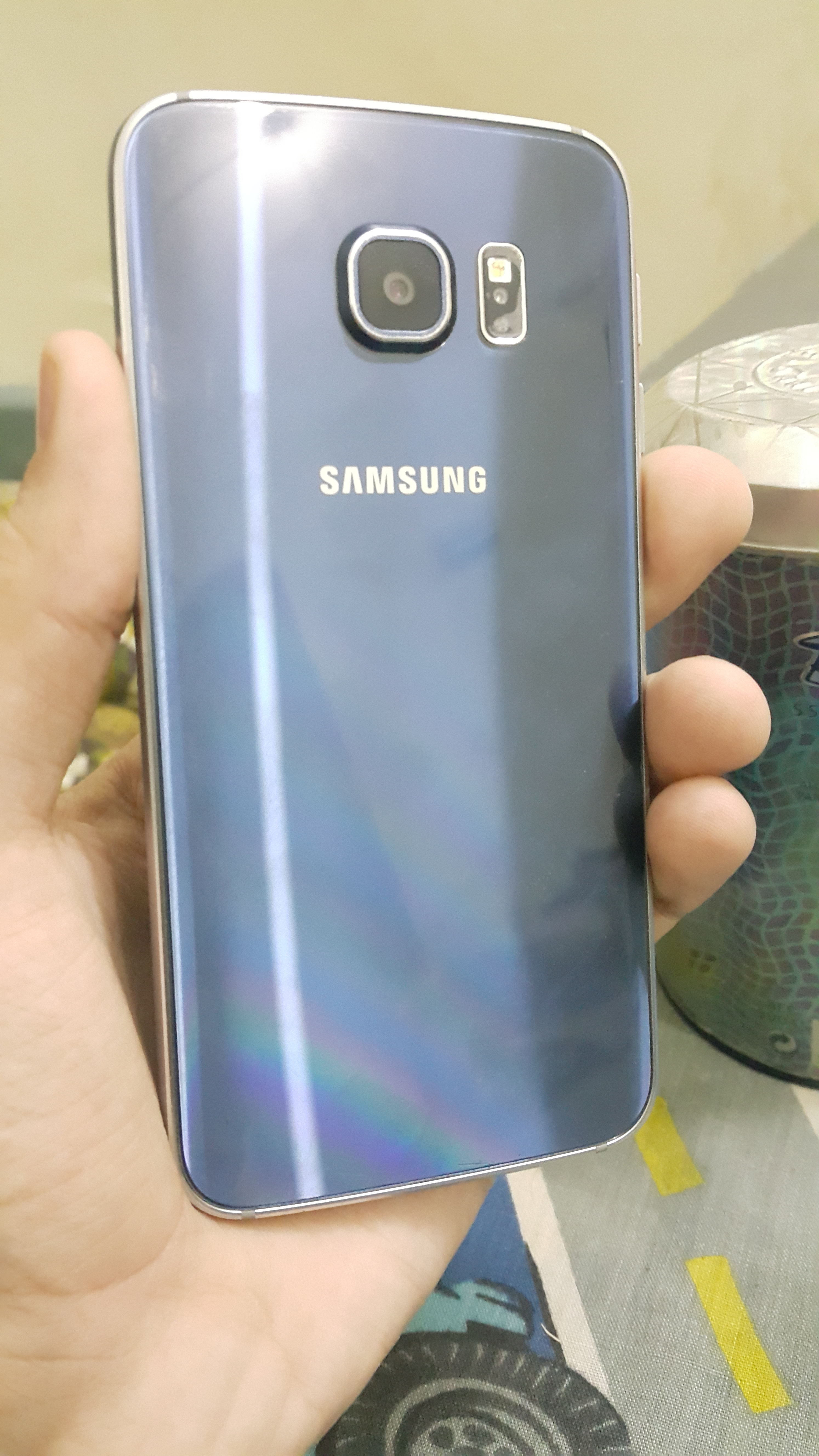
삼성 갤럭시 S6 엣지 블루 색상의 후면

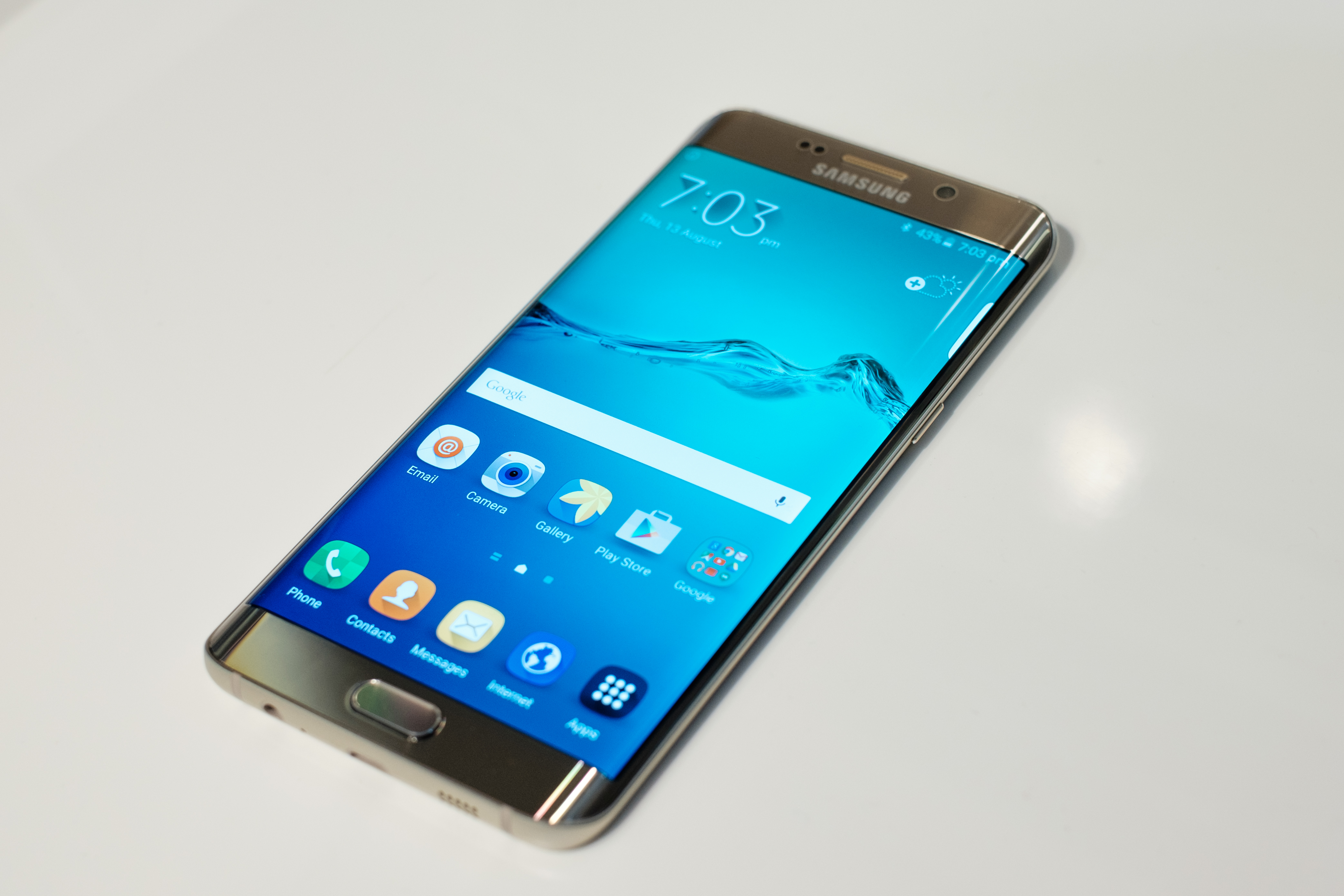
갤럭시 S6 엣지+

갤럭시 S6 라인은 이전 모델들과 디자인 유사성을 유지하고 있지만, 이제는 알루미늄 합금 6013으로 만들어진 유니바디 프레임과 유리 후면을 사용하며, 그립감을 개선하기 위해 모서리가 깎인 곡선형 베젤을 특징으로 한다. 또한, 스피커 그릴과 3.5mm 헤드폰 잭은 삼성 갤럭시 S 시리즈에서 처음으로 USB 2.0 타입 B 충전 포트 옆에 하단으로 옮겨졌다.
이 기기는 "화이트 펄", "블랙 사파이어", "골드 플래티넘" 색상으로 제공된다. 추가적으로 "블루 토파즈" 및 "에메랄드 그린" 색상은 각각 S6 및 S6 엣지 전용이다.
갤럭시 S6는 어벤져스: 에이지 오브 울트론 홍보의 일환으로 아이언맨 한정판으로도 출시되었으며, 6가지 추가 색상 옵션이 제공되었다.
S6는 S5에 비해 디자인 면에서 몇 가지 퇴보가 있다. 마이크로SD 카드 슬롯이 없으며, USB 3.0에서 마이크로-USB 2.0 포트로 되돌아갔다. 또한, 둘 다 방수 기능이 없으며 용량이 줄어든 교체 불가능한 배터리를 사용한다.

#### 배터리
갤럭시 S6에는 2550 mAh 배터리가 포함되어 있으며, S6 엣지에는 2600 mAh 배터리가 포함되어 있다. 둘 다 사용자가 교체할 수 없다.
삼성 갤럭시 S6와 S6 엣지는 삼성 갤럭시 S 시리즈에서 퀄컴 퀵 차지 2.0을 지원하는 최초의 휴대폰으로, 호환되는 충전기를 사용할 경우 최대 15와트의 충전 속도를 낼 수 있다. 그러나 기기가 작동 중일 때는 고속 충전이 비활성화된다.

#### 하드웨어
갤럭시 S6 라인은 64비트 ARMv8 엑시노스 7 옥타 7420 시스템 온 칩을 기반으로 하며, 네 개의 2.1 GHz Cortex-A57 코어와 네 개의 1.5 GHz Cortex-A53 코어로 구성된다. S6와 S6 엣지에는 3 GB의 LPDDR4 RAM이, S6 엣지+에는 4 GB의 LPDDR4 RAM이 탑재되어 있으며, 이는 삼성 플래그십 폰 중 최초로 64비트 처리를 활용한 것이다. 이 프로세서는 삼성의 첫 14 nm FinFET 제조 공정을 사용하여 에너지 효율성을 개선했다고 회사는 밝혔다. 32, 64, 또는 128 GB의 비확장 저장 공간으로 제공되며, UFS 2.0 표준을 구현한다. 이 시리즈에서 eMMC 대신 UFS를 사용하는 최초의 기기이다. S6와 S6 엣지는 5.1인치 1440p 슈퍼 AMOLED 디스플레이를 특징으로 한다. 갤럭시 노트 엣지와 유사하게 S6 엣지 및 S6 엣지+의 디스플레이는 기기의 두 긴 모서리를 따라 약간 휘어져 있지만, 노트 엣지처럼 공격적이지는 않다. 화면 반사율은 4.6%이고 최대 밝기는 784 니트이다.
갤럭시 S6 라인은 Qi 및 파워 매터스 얼라이언스 무선 충전 표준을 모두 지원한다.
2011년 갤럭시 S2와 함께 도입된 기능인 MHL은 갤럭시 S6와 함께 이 시리즈에서 제거되었다.
일부 갤럭시 S6는 버라이즌용 기기처럼 CDMA 지원을 위해 추가 퀄컴 MDM9635M 모뎀을 사용한다.

#### 카메라
후면 카메라의 경우, 갤럭시 S6는 갤럭시 노트4와 동일한 이미지 센서(소니 엑스모어 RS IMX240/삼성 ISOCELL S5K2P2)를 광학식 손떨림 보정과 함께 사용한다. 삼성 플래그십 기기 최초로, 번들로 제공되는 슬로 모션 동영상 편집기는 녹화된 영상의 사용자 지정 부분을 조절 가능한 속도로 보고 공유를 위해 내보낼 수 있다.
전면 카메라도 210만 화소에서 500만 화소로 업그레이드되었으며, 갤럭시 S 시리즈 기기 최초로 1440p 동영상 녹화를 지원하고, f/1.9의 조리개와 전면 카메라 최초로 HDR 뷰파인더가 장착되었다. 홈 버튼의 지문 스캐너는 이제 스와이프 방식이 아닌 터치 기반 스캔 메커니즘을 사용한다. 홈 버튼을 두 번 누르면 카메라 앱이 실행되며, 2012년부터 2014년까지 출시된 삼성 플래그십 폰에서는 삼성의 디지털 비서 소프트웨어인 S 보이스가 실행되었다.
전면 및 후면 카메라 모두 초당 약 8장의 사진을 찍는 연속 촬영을 지원하며, 한 줄에 30장으로 제한된다.
카메라 소프트웨어 디자인이 변경되었다. 변경 사항에는 카메라 모드 및 갤러리 접근을 위한 스와이프 제스처 제어 도입과 플랫한 두 줄 아이콘+라벨 그리드 형식의 카메라 모드 선택기가 포함된다. 추가 카메라 모드를 다운로드할 수 있다. 안드로이드 마시멜로 업데이트는 수동 카메라 제어 기능을 추가했다.
설정 메뉴는 더 이상 카메라 뷰파인더 위에 떠 있는 4열 아이콘+라벨 그리드가 아니라 별도의 페이지에 있는 목록이다. 설정 바로 가기는 더 이상 사용자 지정할 수 없다.

### 소프트웨어

#### 운영체제
S6와 S6 엣지는 처음에는 삼성의 터치위즈 소프트웨어 스위트가 탑재된 안드로이드 5.0.2 "롤리팝"을 실행했으며, S6 엣지+는 처음에는 안드로이드 5.1.1 "롤리팝"을 실행했다. 터치위즈는 S6에서 새로운 미니멀 디자인과 더 적은 번들 애플리케이션으로 간소화되었다. 삼성은 사용자가 이제 사용자 지정 테마를 다운로드할 수 있도록 허용했다. 원드라이브, 원노트 및 스카이프를 포함한 여러 마이크로소프트 앱이 번들로 제공된다. 삼성은 2개의 안드로이드 OS 업그레이드(안드로이드 7.0까지)와 4년간의 보안 업데이트(2019년까지)를 약속했다.

#### 곡선 엣지
S6 엣지 및 S6 엣지+에서는 화면 가장자리 중 하나를 스와이프하여 최대 5개의 연락처를 빠른 접근을 위해 지정할 수 있다. 이 5개의 연락처는 색상 코드로도 구분된다. 기기가 뒤집어져 있을 때, 곡선 측면은 연락처의 색상으로 빛나 전화가 왔음을 알린다. 갤럭시 노트 엣지의 야간 시계 기능은 엣지 모델로 이어졌다. 심박수 센서는 통화를 거절하고 발신자에게 미리 작성된 문자 메시지 답장을 보내는 버튼으로도 사용할 수 있다. 스프린트, 버라이즌, AT&T 및 T-모바일 버전은 Smart Manager, Simple Sharing (AT&T만 해당) 및 Download Booster (스프린트 및 AT&T만 해당)와 같이 브랜드 없는 잠금 해제 버전에서 사용할 수 있는 일부 기능을 제거한다.

#### 접근성
2013년 갤럭시 노트 3와 함께 도입되어 갤럭시 S5 및 노트 4에서 사용 가능했던 접근성 기능인 한 손 조작 모드는 S6 및 S6 엣지에는 없지만 S6 엣지 플러스에는 있다. 설정에서 활성화하면, 이전의 스와이프 제스처 대신 홈 버튼을 세 번 눌러 접근할 수 있으며, 한 손 사용을 용이하게 하기 위해 화면의 뷰포트 크기를 줄인다.
이전과는 달리 뷰포트 크기는 고정되어 있어 (크기 조절 불가능) 화면 하단 양쪽 모서리의 두 고정된 위치에만 있을 수 있으며, 자유롭게 움직일 수 없다. 화면 내비게이션 및 볼륨 키, 그리고 선택된 앱 및 연락처 바로 가기(S5만 해당)는 제거되었다.

#### 삼성 페이
S6는 삼성 최초의 삼성 페이 탑재 기기이다. 삼성 페이는 2015년 2월 삼성이 인수한 크라우드펀딩 스타트업인 LoopPay의 지적 재산권을 기반으로 개발된 모바일 결제 서비스이다. 삼성 페이는 LoopPay의 "자기 보안 전송(MST)" 기술을 통합하고 있다. 이 기술은 전자기장을 사용하여 카드 데이터를 결제 단말기의 스와이프 슬롯으로 전송하여 단말기가 일반적인 카드 스와이프처럼 인식하게 한다. LoopPay 개발자들은 자사 시스템이 다른 모바일 결제 플랫폼의 한계를 공유하지 않으며, 미국 내 모든 판매 시점 단말기의 "거의 90%"에서 작동할 것이라고 언급했다. 이 서비스는 MST와 함께 NFC 기반 모바일 결제도 지원할 것이다. 신용카드 정보는 보안 토큰에 저장되며 결제는 지문 스캔을 통해 인증해야 한다. 삼성 페이는 S6 출시와 동시에 즉시 사용할 수 없었지만, 2015년 중반에 활성화되었다.

#### 멀티 윈도우
갤럭시 S III 이후의 플래그십 기기들은 화면을 분할하여 두 개의 애플리케이션을 동시에 표시하는 것을 지원하지만, 갤럭시 S6는 플로팅 팝업 멀티 윈도우를 지원하는 최초의 갤럭시 S 시리즈 폰이다. 멀티 윈도우 사용자 인터페이스는 갤럭시 노트 4와 유사하지만, 애플리케이션은 플로팅 사이드바 대신 전용 분할 화면 앱 서랍(작업 키를 누르거나 최근 앱 서랍의 아이콘을 탭하여 접근)에서 실행된다. 이는 멀티 윈도우가 지원하지 않는 애플리케이션 위로 플로팅 팝업 윈도우가 떠다닐 수 있지만, 분할 화면 앱 실행 인터페이스는 멀티 윈도우가 지원되는 앱을 실행하려면 지원되지 않는 애플리케이션을 먼저 최소화해야 접근할 수 있다는 것을 의미한다.
멀티 윈도우 애플리케이션은 홈 버튼 왼쪽에 있는 작업 키를 사용하여 접근하는 최근 앱 목록에서 앱을 길게 눌러 실행할 수도 있다.

#### 소프트웨어 업데이트
삼성은 2016년 2월부터 S6에 안드로이드 6.0.1 "마시멜로"를 출시하기 시작했다. 이 업데이트는 사용자가 현재 화면에 표시되는 정보의 맥락 내에서 검색을 수행할 수 있는 "구글 나우 온 탭"과 기기가 물리적으로 다루어지지 않을 때 배터리 사용을 최적화하는 "도즈"와 같은 새로운 기능을 활성화한다. S6 엣지 모델에서는 엣지 디스플레이 기능이 S7 엣지에서 볼 수 있는 것과 유사하게 더 넓은 패널과 더 많은 기능을 지원한다.
2017년 3월, 삼성은 S6 시리즈에 안드로이드 7.0 "누가"를 출시하기 시작했다. 업데이트 후 UI가 재설계되어 갤럭시 S7과 유사해졌지만, 비디오 인핸서, 화면 해상도 조절기, 성능 모드, 그리고 비디오 녹화 중 사진 촬영 기능은 제외되었다.
S6 제품군의 최신 업데이트는 2019년 1월 보안 빌드를 기반으로 한 안드로이드 7.0 "누가"이다.
비공식적으로, 갤럭시 S6 제품군은 커스텀 ROM을 통해 안드로이드 9.0 "파이"와 One UI를 실행할 수 있다.

#### 기타
갤럭시 S6는 손전등 토글 단축키를 드롭다운 빠른 제어 메뉴에 제공하는 최초의 삼성 플래그십 기기로, 열린 앱을 떠나지 않고도 더 빠르게 접근할 수 있다.

## 평가

### 비판적 평가
갤럭시 S6는 초기 평론가들로부터 전반적으로 긍정적인 반응을 얻었다. 이전 삼성 기기들보다 향상된 디자인 품질과 카메라 개선, 고품질 디스플레이, 그리고 기기 소프트웨어의 "블로트"가 현저히 줄어든 점이 주목되었다. 아르스 테크니카는 S6의 새로운 지문 인식기가 애플의 Touch ID 시스템과 품질 면에서 비교할 만하다고 평가했다. 더 버지는 S6와 S6 엣지가 "삼성이 마침내 스마트폰이 존재론적 수준에서 어떤 것이어야 하는지에 대한 아이디어를 다루고 있다고 느낀 첫 번째 경우"라고 결론지었다.
일부 비평가들은 갤럭시 S5에 비해 S6의 기능이 퇴보한 점에 대해 우려를 표했다. 특히 배터리 용량 감소 및 비사용자 교체, 마이크로SD 카드 슬롯 부재, 방수 기능 부재 등을 지적하며, 이는 이러한 기능 때문에 갤럭시 S 시리즈에 매력을 느꼈던 파워 유저들을 소외시킬 수 있다고 주장했다.
와이어드는 양면 곡면 스크린이 갤럭시 노트 엣지보다 디자인이 개선되었지만, S6 엣지의 곡면 디스플레이 사용은 기존 화면 공간으로 구부러져 160픽셀만큼 확장되지 않아 갤럭시 노트 엣지에 비해 엣지 전용 기능이 제한적이라는 점에서 "극적인 퇴보"라고 평가했다. 따라서 삼성은 비곡면 S6에 비해 S6 엣지를 구매할 진정한 정당성을 제공하지 못했다는 비판을 받았으며, "기본 모델 외에 아무것도 하지 않지만, 일부 사람들에게는 외관과 전달하는 독점적인 분위기 때문에 돈을 지불할 가치가 있을 것"이라고 설명했다. 더 버지도 비슷하게 비판적이었으며, 추가 기능들이 "매우 기억에 남지 않는다"고 주장했다. 성능 면에서 더 버지는 S6가 "내가 사용해 본 안드로이드 폰 중 가장 빠르다"며, 삼성이 "안드로이드에서 겪을 수 있는 모든 속도 저하를 무력으로 해결했다"고 평가했다.
일부 사용자들은 특정 S6 기기에서 플래시에 문제가 있다고 보고했는데, 카메라를 사용하지 않거나 기기가 꺼져 있어도 플래시가 희미하게 켜져 있는 현상이었다. 삼성은 S6와 S6 엣지에 영향을 미치는 이 문제를 인지했지만, 언제 수정될지는 명확히 밝히지 않았다.
폰에 대한 아이픽스잇의 검토 결과, 후면 유리와 배터리에 강력한 접착제를 사용하고 있어 수리하기 어렵다는 점이 지적되었다.
더 버지의 S6 액티브 리뷰에서는 일반 S6 대신 이 폰을 선택해야 하는 여섯 가지 이유가 제시되었다.
- 방수 및 충격 방지 기능이 있다.
- 배터리 용량이 S6보다 37% 더 크다.
- 액티브 모델에는 볼륨 로커 위 왼쪽에 어떤 앱이든 실행하도록 설정할 수 있는 버튼이 있다.
- 폰은 시원하게 작동하며 S6는 때때로 뜨겁게 작동한다.
- 일반 버전보다 단 10달러 더 비싸다.
- S6와 동일한 성능과 카메라를 갖췄다.

S6 액티브 대신 S6를 선택해야 하는 다섯 가지 이유도 제시되었다.
- 액티브는 금속 케이스 대신 플라스틱 케이스를 사용한다.
- 액티브에는 지문 스캐너가 없다.
- 액티브는 32GB 및 64GB 모델로만 제공되며, S6에는 128GB 모델도 있다.
- 액티브는 AT&T를 통해서만 구입할 수 있다. (이는 미국에만 해당)
- S6 액티브의 펌웨어 및 보안 업데이트는 S6보다 빈번하게 발행되지 않을 것이다.

### 보안 문제
2015년 11월, 구글의 프로젝트 제로 부서는 S6의 삼성 안드로이드 배포판에서 발견된 11가지 "영향력 높은" 보안 취약점을 공개했다. 이 중 일부는 이미 공개 당시 패치되었다.

### 판매
출시 첫 달 동안 갤럭시 S6와 S6 엣지 600만 대가 소비자에게 판매되었으며, 이는 비슷한 기간 내에 판매된 갤럭시 S5의 수를 초과했지만 갤럭시 S4가 세운 1000만 대 기록을 깨지는 못했다. 그럼에도 불구하고, 시장 점유율 하락과 낮은 순이익을 초래한 다른 공급업체와의 경쟁에 직면하고 하반기 "어려운 사업 환경"을 예상하면서, 삼성은 2015년 7월 2분기 실적 보고에서 S6와 S6 엣지의 가격을 "조정"할 것이라고 발표했다. 회사는 두 기기의 판매가 이익에 "미미한" 영향을 미쳤다고 밝혔다. S6 엣지+도 비슷한 운명에 처했지만 노트 5에 뒤처졌다.

## 같이 보기
- 삼성 갤럭시 S6 액티브
- 삼성 갤럭시 스마트폰 비교
- 스마트폰 비교
- 삼성 갤럭시 S 시리즈
- 삼성 갤럭시 엑스커버 3
- 삼성 럭비 스마트

## 내용주
1. ↑  고속 충전은 기기가 대기 모드에 있거나 전원이 꺼진 상태에서만 사용할 수 있다.